# Скоко, Ноа
Ноа Скоко (хорв. Noa Skoko; родился 12 января 2006) — хорватский футболист, полузащитник клуба «Хайдук» (Сплит).

## Клубная карьера
Родился в Манчестере, затем жил в Австралии. До 2022 года выступал за футбольную академию австралийского клуба «Норт Джелонг Уорриорс», после чего присоединился к академии хорватского клуба «Хайдук» (Сплит). В сезоне 2022/23 помог команде дойти до финала Юношеской лиги УЕФА. В феврале 2024 года подписал с «Хайдуком» контракт до 2028 года. В основном составе «Хайдука» дебютировал 27 апреля 2024 года, выйдя на замену в матче Хорватской футбольной лиги против «Рудеша».

## Карьера в сборной
Выступал за сборные Хорватии до 17, до 18 и до 19 лет.

## Личная жизнь
Отец — профессиональный футболист Йосип Скоко.